# Nelson Mandela Bay
Nelson Mandela Bay – obszar metropolitalny w Republice Południowej Afryki, w Prowincji Przylądkowej Wschodniej. Obejmuje miasta Gqeberha, Uitenhage oraz Despatch.